# Municipio de Saline (condado de Drew)
El municipio de Saline (en inglés: Saline Township) es un municipio ubicado en el condado de Drew en el estado estadounidense de Arkansas. En el año 2010 tenía una población de 1281 habitantes y una densidad poblacional de 7,9 personas por km².

## Geografía
El municipio de Saline se encuentra ubicado en las coordenadas 33°37′23″N 91°54′56″O / 33.62306, -91.91556. Según la Oficina del Censo de los Estados Unidos, el municipio tiene una superficie total de 162.25 km², de la cual 162,2 km² corresponden a tierra firme y (0,03 %) 0,05 km² es agua.

## Demografía
Según el censo de 2010, había 1281 personas residiendo en el municipio de Saline. La densidad de población era de 7,9 hab./km². De los 1281 habitantes, el municipio de Saline estaba compuesto por el 58,86 % blancos, el 36,77 % eran afroamericanos, el 0,16 % eran amerindios, el 0,08 % eran asiáticos, el 2,65 % eran de otras razas y el 1,48 % eran de una mezcla de razas. Del total de la población el 3,36 % eran hispanos o latinos de cualquier raza.